# Enric Ginesta
Enric Ginesta ( Carlet, Valencia, 24 de diciembre de 1897 - Valencia, julio de 1978 ) fue un pintor español.

## Biografía
Estudió en la Escuela de Bellas Artes de San Carlos de Valencia y en la de San Fernando de Madrid. Fue pensionado por la Fundación Roig para estudiar a los grandes pintores de la escuela flamenca en diversas ciudades de Francia, Bélgica y los Países Bajos. A raíz de su exposición de 1925 en el Museo de Arte Moderno de Madrid, obtuvo el premio del Círculo de Bellas Artes de esta ciudad, que le nombró socio de mérito. Catedrático de Perspectiva en la Escuela de San Carlos desde 1940, enseñó también Análisis de la Forma en la Escuela de Arquitectura de la Universidad de Valencia. En 1965 ingresó como académico de la Real Academia de Bellas Artes de San Carlos. Destacado paisajista, es notable también el realismo de sus retratos, naturalezas muertas y escenas religiosas, de las que son un buen ejemplo las grandes pinturas murales que decoran el presbiterio de la iglesia de la Asunción, en su ciudad natal. De 1950 a 1969 se encargó de diseñar los monumentales tapices florales que cada año decoran la fachada de la Basílica de la Virgen de los Desamparados, en Valencia, durante la festividad del Corpus Christi. 
Murió a los ochenta años por un ataque cerebral sobrevenido mientras pintaba un paisaje en el Pirineo aragonés. Hay obra suya en el Museo de Arte Moderno de París y en el de Bellas Artes de Valencia, entre otros.